# 元熙 (东晋)
元熙（419年—420年六月）是東晋皇帝晉恭帝司馬德文的年号，共计2年。这也是东晋最后一个年号。
元熙二年六月晉恭帝被迫禅位给刘裕，东晋灭亡。刘裕建立刘宋政权，改元永初元年。

## 纪年
| 元熙 | 元年  | 二年  |
| ---- | ----- | ----- |
| 公元 | 419年 | 420年 |
| 干支 | 己未  | 庚申  |

## 参看
- 中国年号索引
- 其他时期使用元熙的年号
- 同期存在的其他政权年号
  - 玄始（412年十一月-428年）：北凉政权沮渠蒙逊年号
  - 永康（412年八月-419年）：西秦政权乞伏熾磐年号
  - 建弘（420年-428年五月）：西秦政权乞伏熾磐年号
  - 嘉兴（417年二月-420年七月）：西凉政权李歆年号
  - 昌武（418年十一月-419年正月）：夏国政权赫连勃勃年号
  - 真兴（419年二月-425年七月）：夏国政权赫连勃勃年号
  - 太平（409年十月-430年）：北燕政权冯跋年号
  - 泰常（416年四月-423年）：北魏政权拓跋嗣年号

| 前一年號： 义熙 | 中國年號 | 下一年號： 永初 |